# IRAS
IRAS (англ. InfraRed Astronomical Satellite) — инфракрасная орбитальная обсерватория, была запущена 25 января 1983 года с космодрома Ванденберг с помощью ракеты-носителя Дельта 3910 в рамках международного проекта в котором приняли участие США, Великобритания и Нидерланды. Основной задачей обсерватории были поиски источников длинноволнового инфракрасного излучения и составления карт неба в инфракрасном диапазоне.

## Инструменты
Основным оборудованием, находящимся на спутнике, являются телескоп-рефлектор с диаметром зеркала 0,57 м и детекторы регистрации инфракрасного излучения с длинами волн 12, 25, 60 и 100 мкм.

## Исследования
Спутник проработал 10 месяцев, пока не кончился запас хладагента — жидкого гелия. С его помощью были осуществлены наблюдения более 250 тысяч источников инфракрасного излучения. Кроме того с помощью телескопа был открыт пылевой диск у Веги, а в Солнечной системе IRAS открыл три астероида (3200 Фаэтон, 3728 IRAS и (10714) 1983 QG) и три кометы (126P/IRAS, 161P/Хартли — IRAS и C/1983 H1 (IRAS — Араки — Олкока)).
По информации газеты The Washington Post IRAS также засёк очень большой объект на границе солнечной системы, получивший в прессе название Планета Х. Интервью с учёным из программы IRAS: «Всё, что я могу сказать это то, что мы не знаем, что это (All I can tell you is that we don’t know what it is)» — сказал Герри Ниугбауер (Gerry Neugebauer) ведущий сотрудник программы IRAS.
В декабре 2009 года был запущен на орбиту новый инфракрасный телескоп WISE.